# (1322) Coppernicus
(1322) Coppernicus ist ein Asteroid des Hauptgürtels, der am 15. Juni 1934 von dem deutschen Astronomen Karl Wilhelm Reinmuth an der Landessternwarte Heidelberg-Königstuhl der Universität Heidelberg entdeckt wurde.
Der Name ist abgeleitet vom Astronomen Nikolaus Kopernikus. Es wurde die von seinem Biografen Leopold Prowe bevorzugte Schreibweise gewählt.